# Костешть (Албак, Алба)
Костешть, Костешті (рум. Costești) — село у повіті Алба в Румунії. Входить до складу комуни Албак.
Село розташоване на відстані 337 км на північний захід від Бухареста, 68 км на північний захід від Алба-Юлії, 62 км на південний захід від Клуж-Напоки.

## Населення
За даними перепису населення 2002 року у селі проживали 115 осіб, усі — румуни. Усі жителі села рідною мовою назвали румунську.